# Puchenau
Puchenau är en ort och  kommun i Österrike. Den ligger i distriktet Urfahr-Umgebung i förbundslandet Oberösterreich,  160 kilometer väster om huvudstaden Wien. 
Kommunen består av fem orter (Ortschaften) (inom parentes invånarantal 1 januari 2024):
- Großamberg (173)
- Oberpuchenau (542)
- Pöstlingberg (475)
- Puchenau (2 686)
- Unterpuchenau (787)